# Gröpelingen (Adelsgeschlecht)

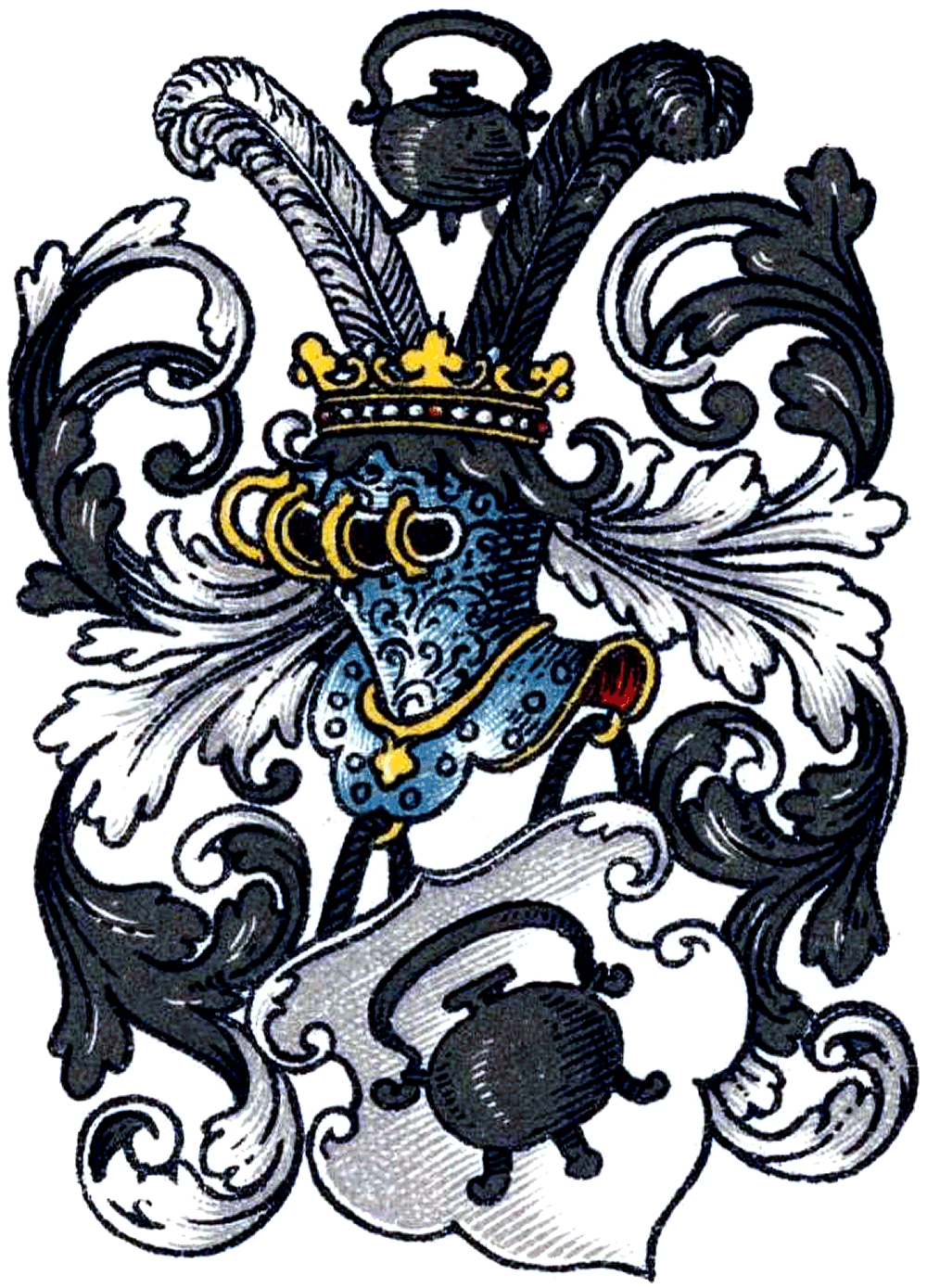
Wappen derer von Gröpelingen (Gropeling(en))

Das Adelsgeschlecht Gröpelingen (Gropeling, Gropelingen) war eine alte Ministerialenfamilie, die bis 1426 das Erbschenkenamt des Erzstifts Bremen innehatte, das sie dann gegen das Gericht im Werderland eintauschte, und die mehrere Mitglieder im Bremer Rat stellte.

## Geschichte
1218 wurde der Ort Gröpelingen erstmals urkundlich erwähnt als „das Land der Ritter von Gröpelingen“. Das Rittergeschlecht wurde mit Gerardus de Gruppelingen bereits 1199 erstmals erwähnt. Im Domkapitel des Bremer Doms ist von 1158 bis 1168 die Abgabe des Zehnten aus Grupelingen erwähnt.
Der Name Gröpelingen leitet sich von dem alten Wort „gropen“ oder „grüppe“ für Graben und „linga“ für „die Leute von“ ab, da die ersten Bewohner auf einem Dünenrücken siedelten, der neben einem natürlichen Entwässerungsgraben zur Weser lag. Die Ritter von Gröpelingen nahmen diesen Namen an, wählten aber einen Grapen, einen Kochkessel mit drei Füßen, als redendes Wappensymbol.
Das Adelsgeschlecht Gröpelingen war eines Stammes mit den Herren von Walle sowie eng verwandt mit den von Bremen (auch de Brema genannt).
Gerardus de Gruppelingen wurde 1199 erwähnt. Im 13. Jahrhundert gehörte ein Zweig der Familie der Oberschicht in Bremen an, so u. a. Luder van Gropelinghe, der von 1250 bis 1260 im Rat der Stadt war. Der 1304 ermordete Ritter von Bremen Arnd von Gröpelingen (um 1250–1304) war von 1250 bis 1260 Ratsherr und wurde durch die Unruhen der Bremer Ratsfehde von 1304/1305 berühmt. Der Domvikar Gerd von Gröpelingen wird 1378 als Oljerschiedsrichter genannt.
Eine Familie von Gröpelingen wohnte in einem befestigten, steinernen Wohnturm in der Obernstraße, Ecke Kreyenstraße. Hier traf sich unter Führung von Conrad (auch Cordt oder Curdt) von Gröpelingen des Älteren die Casalbruderschaft, die nach Unruhen um den Mord an einem Ratsherren 1349 aus Bremen vertrieben wurde.
Bremens Bürgermeister Johann Brand (um 1340–1405) heiratete die letzte Erbin der Ritter von Gröpelingen, womit deren Erbe an die Bremer Familie ging. Hermann Gröpeling (seltener Hermann von Gröpelingen) (um 1400? – nach 1464) war ein Ratsherr und Bremer Bürgermeister. Graf Johann III. von Hoya in der Obergrafschaft verpfändete 1461 Burg Liebenau für 300 Goldgulden an Sigebode von Gröpelingen.
Nach dem Aussterben des Rittergeschlechts Gröpelingen im 15. Jahrhundert kam das Land an den Rat von Bremen.

## Wappen

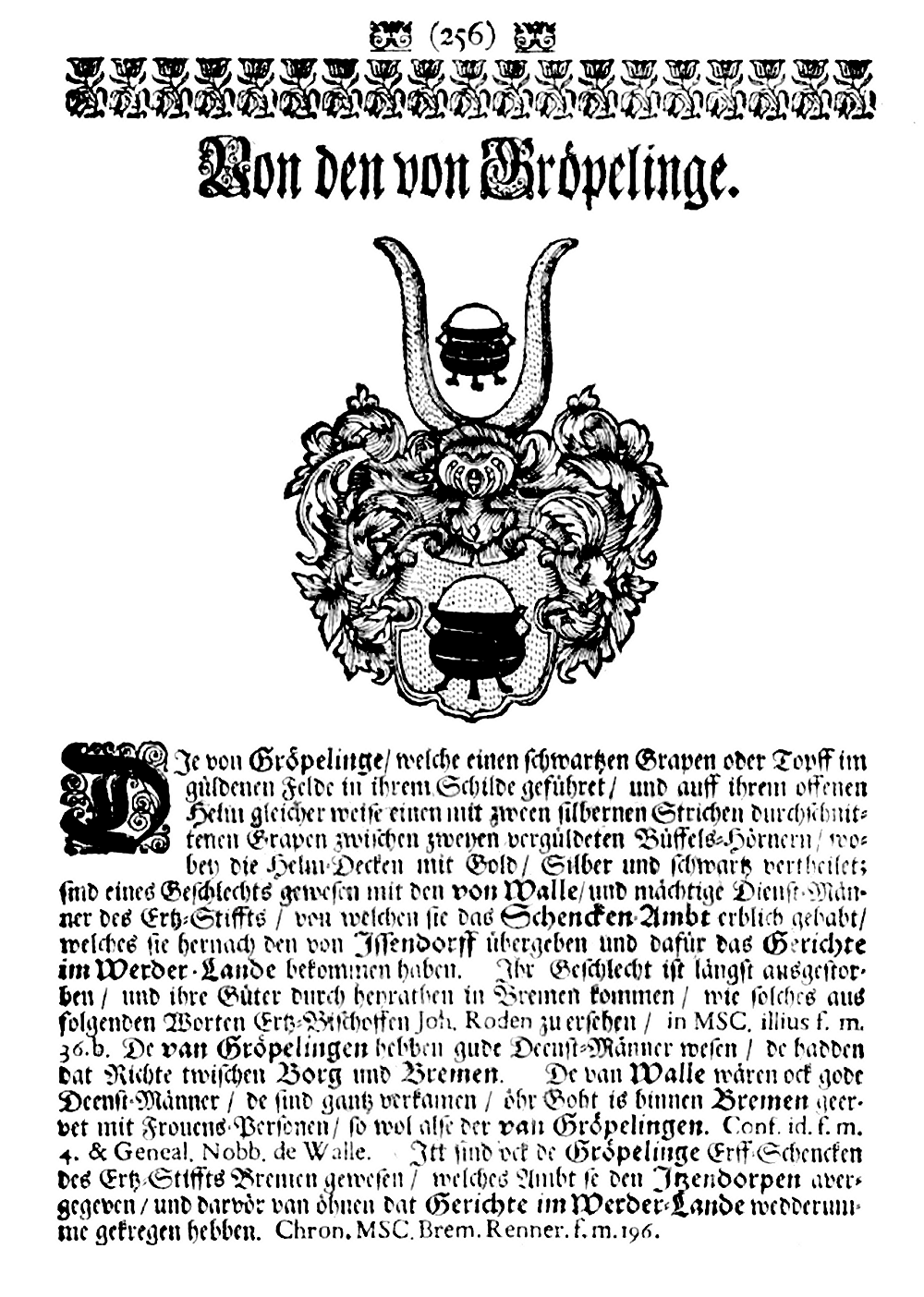
Wappen derer von Gröpelingen bei Mushard,
1708

Das Wappen zeigt in Silber einen schwarzen Grapen mit Henkel und Deckel. Auf dem Helm mit schwarz-silbernen Helmdecken der Grapen zwischen einer rechts silbernen und links schwarzen Straußenfeder.
In der Stadt Minden befindet sich die sandsteinerne Grabplatte der 1579 verstorbenen Ilsa von Münchhausen. Sie befand sich Ende des 19. Jahrhunderts unter den von dem Maurer Julius Wernicke auf dem Grundstück Deichhof 12 zusammengetragenen steinernen Denkmälern. Von dort wurde sie zunächst ins Museum gebracht und später außen am Chor der Petrikirche aufgestellt. Ausweislich der Platzierung des Gröpelingen/Gropeling-Wappens auf der Spindelseite war ihre Großmutter mütterlicherseits eine geborene von Gröpelingen und vermählte von Hodenberg. Allerdings erlosch das Mindener Ministerialengeschlecht nach Max von Spießen anscheinend erst um 1550.
Am Grabstein des Claus von Reden († 1618) in der Münsterkirche St. Bonifatius in Hameln ist das Vorfahrenwappen der Gropeling ebenfalls auf der Spindelseite dargestellt, allerdings ist als Helmzier allein nur ein Grapen, wie im Schild, dargestellt.
Luneburg Mushard überliefert das Wappen der Bremer Gröpelingen wie Spießen, nur ist der Schild golden, die Helmdecken schwarz-silbern-golden und auf dem Helm der Grapen zwischen zwei goldenen Büffelhörnern dargestellt.